# Alice Montagu Douglas Scott
Alice, duchessa di Gloucester (nata Alice Christabel Montagu Douglas Scott; Londra, 25 dicembre 1901 – Kensington Palace, 29 ottobre 2004), è stata una principessa della famiglia reale britannica, moglie e in seguito vedova del principe Henry, duca di Gloucester, terzogenito di re Giorgio V e della Regina Mary.
Figlia del VII Duca di Buccleuch & Queensberry, il più grande proprietario terriero di Scozia, i suoi fratelli, Walter e William, e suo nipote, John, sono stati tutti deputati conservatori. Per matrimonio è stata cognata di Edoardo VIII e Giorgio VI e zia di Elisabetta II. Era madre del principe William di Gloucester, morto in giovane età in un incidente aereo, e del principe Richard, duca di Gloucester. Una sua cugina di primo grado, Marian Louisa Montagu Douglas Scott, era la nonna di Sarah Ferguson, moglie del pronipote di Alice, il principe Andrea.
La nipote della principessa Alice, la principessa Alessandra di Kent, che è ugualmente nata il giorno di Natale, condivide il nome Christabel in onore della loro data di nascita comune.

## Infanzia
Lady Alice nacque a Montague House a Londra nel giorno di Natale del 1901 terzogenita femmina di John Montagu Douglas Scott, duca di Buccleuch e Queensberry e sua moglie lady Margaret Bridgeman. Ella è dunque una discendente, in una linea ininterrotta (anche se illegittima) maschile, di re Carlo II. Trascorse gran parte della sua infanzia nelle case di campagna della sua famiglia: Boughton House nel Northamptonshire, Drumlanrig Castle nel Dumfries e Galloway e Bowhill negli Scottish Borders. Frequentò la privata St James's School for Girls, a West Malvern, nel Worcestershire e successivamente viaggiò in Francia e in Kenya.

## Matrimonio
Nell'agosto del 1935 venne fidanzata al principe Henry, duca di Gloucester, terzogenito di re Giorgio V. Si sposarono in una cerimonia privata, nella cappella privata a Buckingham Palace, il 6 novembre dello stesso anno. Delle nozze molto più elaborate erano originariamente previste nell'abbazia di Westminster, ma dopo che il padre di lady Alice morì di cancro il 19 ottobre 1935, e in considerazione della salute precaria del Re, fu deciso che il matrimonio dovesse essere ridotto a un ambiente più privato. Le sue damigelle furono sua sorella lady Angela Scott, le sue nipoti, lady Elizabeth Scott, Clare Phipps, Anne Hawkins, le nipoti del marito, le principesse Elisabetta (poi regina Elisabetta II) e Margaret Rose di York, sua cugina Moyra Scott e la cugina di suo marito lady Mary Cambridge.
Inizialmente, il duca e la duchessa di Gloucester vissero a Aldershot dove il duca stava tenendo il corso del personale dell'Esercito. Nel 1935, la duchessa fece un viaggio per aprire le nuove basi della The Lady Eleanor Holles School Il duca di Gloucester lasciò l'esercito per assumere maggiori doveri pubblici dopo l'abdicazione del re Edoardo VIII, nel dicembre 1936. La coppia ricevette una residenza di grazia e favore a York House, St. James's Palace a Londra e, nel 1938, acquistarono Barnwell Manor nel Northamptonshire. Ebbero due figli maschi:
- Principe William di Gloucester (18 dicembre 1941 – 28 agosto 1972)
- Principe Richard di Gloucester (nato il 26 agosto 1944)

Il duca e la duchessa di Gloucester viaggiarono a lungo per esercitare le loro funzioni reali. Durante la seconda guerra mondiale, la duchessa lavorò con la Croce Rossa e l'Ordine di San Giovanni. Divenne capo della Women's Auxiliary Air Force (WAAF) nel 1940, è le fu dato il titolo onorifico di Air Chief Commandant WAAF nel 1945 e promossa a Air Chief Marshal nella Royal Air Force nel 1990. Lavorò anche come vice della cognata, la regina Elisabetta, consorte di Giorgio VI come Commandant-in-Chief of the Nursing Corps. Dal 1945 al 1947, il duca e la duchessa di Gloucester vissero a Canberra, dove il duca fu al servizio come governatore generale dell'Australia. La duchessa di Gloucester servì come Colonel-in-Chief o vice Colonel-in-Chief di una dozzina di reggimenti nell'esercito britannico, tra cui il King's Own Scottish Borderers, il Northamptonshire Regiment, il 2nd East Anglian Regiment (Duchess of Gloucester's Own Royal Lincolnshire and Northamptonshire), il Royal Anglian Regiment, Royal Hussars, e il Royal Irish Rangers (27 Inniskilling), inoltre, il Royal Corps of Transport. Fu anche il Rettore dell'Università di Derby e Patrona della Girls' Day School Trust.

## Cambio del titolo
Il 10 giugno 1974, il principe Henry morì e gli successe, come Duca di Gloucester, il loro secondogenito, il principe Richard (il figlio maggiore della coppia, il principe William era rimasto ucciso in un incidente aereo nel 1972). La vedova del duca richiese il permesso a sua nipote, la regina, di utilizzare il titolo e l'appellativo di S.A.R la "principessa Alice, duchessa di Gloucester" invece di S.A.R. la "duchessa vedova di Gloucester". La regina permise a sua zia di utilizzare questo titolo, in parte per evitare confusioni con la nuora, la nuova duchessa di Gloucester (nata Birgitte Eva van Deurs). La principessa Alice, apparentemente, non desiderava essere conosciuta come Duchessa Vedova, e così seguì l'esempio della cognata, la principessa Marina, duchessa di Kent, in seguito al matrimonio del figlio maggiore nel giugno 1961. Tuttavia, la principessa Marina era una principessa di Grecia e Danimarca per nascita, un titolo che non ha perso con il matrimonio. Alla de facto duchessa vedova di Gloucester fu permesso di essere conosciuta come principessa Alice a titolo di cortesia dalla regina. Sebbene non fosse nata né creata principessa per Lettere patenti, la principessa aveva il diritto di appellarsi come una principessa britannica in base al riconoscimento del suo matrimonio con un principe figlio del sovrano. Per regola, una donna di sangue non reale che sposa un principe reale è titolata "[nome proprio di battesimo], principessa [nome di battesimo del marito]"; solamente le principesse di sangue sono designate "principessa [nome proprio di battesimo]".

## Vita successiva
Nel 1975, la principessa Alice fu la prima donna a essere nominata Dama di Gran Croce del Molto Onorevole Ordine del Bagno. Nel 1981, pubblicò per la prima volta le sue memorie sotto il titolo The Memoirs of Princess Alice, Duchess of Gloucester. Nel 1991, pubblicò un'edizione riveduta come Memories of Ninety Years. Nel 1985 fu nominata membro del Consiglio Privato di Sua Maestà.
Nel 1994, quando i Gloucester dovettero abbandonare Barnwell Manor per motivi finanziari, la principessa Alice si trasferì da Barnwell a Kensington Palace, dove visse con l'attuale Duca e Duchessa di Gloucester. Nel 2000 il Duca di Gloucester emise un comunicato ufficiale in cui annunciava che a causa della fragilità fisica, sua madre non avrebbe più svolto incarichi pubblici al di fuori dei dintorni di Kensington Palace.
Nel dicembre 2001, la famiglia reale tenne una cerimonia per riconoscere il 100º compleanno della principessa Alice. Questa fu l'ultima apparizione pubblica della principessa Alice (e anche l'ultima apparizione pubblica della sorella della regina, la principessa Margaret, contessa di Snowdon, che morì il 9 febbraio 2002). Alla morte della centounenne regina madre, nel marzo 2002, la principessa Alice divenne il membro più anziano vivente della Famiglia Reale.
Il 21 agosto 2003, la principessa Alice sorpassò il record della regina madre come persona più anziana nella storia della famiglia reale britannica.
La principessa Alice morì il 29 ottobre 2004 nel sonno a Kensington Palace, all'età di 102 anni e 10 mesi. I suoi funerali si tennero il 5 novembre 2004 nella Saint George's Chapel a Windsor, e fu sepolta accanto al marito, principe Henry, e al figlio maggiore principe William, nella Royal Burial Ground a Frogmore. Al funerale parteciparono la Regina e altri membri della Famiglia Reale.
Una funzione commemorativa fu tenuta nella chiesa di San Clemente Danes il 2 febbraio 2005, a cui partecipò il figlio e la sua famiglia e rappresentanti della organizzazioni in cui la principessa Alice era coinvolta; la funzione fu coordinata dalla Royal Air Force nel rispetto del ruolo della principessa Alice come Commandant-in-Chief WRAF.

## Ascendenza
|                                                        |                                              |                                            | Genitori                                   |  |  | Nonni |  |  | Bisnonni                                             |  |  | Trisnonni                                       |  |
|                                                        |                                              |                                            |                                            |  |  |       |  |  | 8. Walter Montagu Douglas Scott, V duca di Buccleuch |  |  | 16. Charles Montagu-Scott, IV duca di Buccleuch |  |
|                                                        |                                              |                                            |                                            |  |  |       |  |  | 8. Walter Montagu Douglas Scott, V duca di Buccleuch |  |  | 16. Charles Montagu-Scott, IV duca di Buccleuch |  |
|                                                        |                                              | 17. Onorevole Harriet Katherine Townshend  |                                            |  |  |       |  |  | 8. Walter Montagu Douglas Scott, V duca di Buccleuch |  |  |                                                 |  |
| 4. William Montagu Douglas Scott, VI duca di Buccleuch |                                              |                                            |                                            |  |  |       |  |  | 8. Walter Montagu Douglas Scott, V duca di Buccleuch |  |  |                                                 |  |
|                                                        |                                              | 9. Lady Charlotte Anne Thynne              | 18. Thomas Thynne, II marchese di Bath     |  |  |       |  |  |                                                      |  |  |                                                 |  |
|                                                        |                                              | 9. Lady Charlotte Anne Thynne              | 18. Thomas Thynne, II marchese di Bath     |  |  |       |  |  |                                                      |  |  |                                                 |  |
|                                                        |                                              | 9. Lady Charlotte Anne Thynne              | 19. Onorevole Isabella Elizabeth Byng      |  |  |       |  |  |                                                      |  |  |                                                 |  |
| 2. John Montagu Douglas Scott, VII duca di Buccleuch   |                                              | 9. Lady Charlotte Anne Thynne              |                                            |  |  |       |  |  |                                                      |  |  |                                                 |  |
|                                                        |                                              | 10. James Hamilton, I duca di Abercorn     | 20. James Hamilton, visconte Hamilton      |  |  |       |  |  |                                                      |  |  |                                                 |  |
|                                                        |                                              | 10. James Hamilton, I duca di Abercorn     | 20. James Hamilton, visconte Hamilton      |  |  |       |  |  |                                                      |  |  |                                                 |  |
|                                                        |                                              | 10. James Hamilton, I duca di Abercorn     | 21. Onorevole Harriet Douglas              |  |  |       |  |  |                                                      |  |  |                                                 |  |
| 5. Lady Louisa Jane Hamilton                           |                                              | 10. James Hamilton, I duca di Abercorn     |                                            |  |  |       |  |  |                                                      |  |  |                                                 |  |
|                                                        |                                              | 11. Lady Louisa Jane Russell               | 22. John Russell, VI duca di Bedford       |  |  |       |  |  |                                                      |  |  |                                                 |  |
|                                                        |                                              | 11. Lady Louisa Jane Russell               | 22. John Russell, VI duca di Bedford       |  |  |       |  |  |                                                      |  |  |                                                 |  |
|                                                        |                                              | 11. Lady Louisa Jane Russell               | 23. Lady Georgiana Gordon                  |  |  |       |  |  |                                                      |  |  |                                                 |  |
| 1. Principessa Alice, duchessa di Gloucester           |                                              | 11. Lady Louisa Jane Russell               |                                            |  |  |       |  |  |                                                      |  |  |                                                 |  |
|                                                        | 12. Orlando Bridgeman, III conte di Bradford | 24. George Bridgeman, II conte di Bradford |                                            |  |  |       |  |  |                                                      |  |  |                                                 |  |
|                                                        | 12. Orlando Bridgeman, III conte di Bradford | 24. George Bridgeman, II conte di Bradford |                                            |  |  |       |  |  |                                                      |  |  |                                                 |  |
|                                                        | 12. Orlando Bridgeman, III conte di Bradford | 25. Georgina Elizabeth Moncreiffe          |                                            |  |  |       |  |  |                                                      |  |  |                                                 |  |
| 6. George Bridgeman, IV conte di Bradford              | 12. Orlando Bridgeman, III conte di Bradford |                                            |                                            |  |  |       |  |  |                                                      |  |  |                                                 |  |
|                                                        |                                              | 13. Onorevole Selina Louisa Weld-Forester  | 26. Cecil Weld-Forester, I barone Forester |  |  |       |  |  |                                                      |  |  |                                                 |  |
|                                                        |                                              | 13. Onorevole Selina Louisa Weld-Forester  | 26. Cecil Weld-Forester, I barone Forester |  |  |       |  |  |                                                      |  |  |                                                 |  |
|                                                        |                                              | 13. Onorevole Selina Louisa Weld-Forester  | 27. Lady Catherine Manners                 |  |  |       |  |  |                                                      |  |  |                                                 |  |
| 3. Lady Margaret Alice Bridgeman                       |                                              | 13. Onorevole Selina Louisa Weld-Forester  |                                            |  |  |       |  |  |                                                      |  |  |                                                 |  |
|                                                        |                                              | 14. Richard Lumley, IX conte di Scarbrough | 28. Frederick Lumley-Saville               |  |  |       |  |  |                                                      |  |  |                                                 |  |
|                                                        |                                              | 14. Richard Lumley, IX conte di Scarbrough | 28. Frederick Lumley-Saville               |  |  |       |  |  |                                                      |  |  |                                                 |  |
|                                                        |                                              | 14. Richard Lumley, IX conte di Scarbrough | 29. Charlotte Mary Beresford               |  |  |       |  |  |                                                      |  |  |                                                 |  |
| 7. Lady Ida Frances Annabella Lumley                   |                                              | 14. Richard Lumley, IX conte di Scarbrough |                                            |  |  |       |  |  |                                                      |  |  |                                                 |  |
|                                                        |                                              | 15. Frederica Mary Adeliza Drummond        | 30. Andrew Robert Drummond                 |  |  |       |  |  |                                                      |  |  |                                                 |  |
|                                                        |                                              | 15. Frederica Mary Adeliza Drummond        | 30. Andrew Robert Drummond                 |  |  |       |  |  |                                                      |  |  |                                                 |  |
|                                                        |                                              | 15. Frederica Mary Adeliza Drummond        | 31. Elizabeth Frederica Manners            |  |  |       |  |  |                                                      |  |  |                                                 |  |
|                                                        |                                              | 15. Frederica Mary Adeliza Drummond        |                                            |  |  |       |  |  |                                                      |  |  |                                                 |  |

## Titoli, appellativi e stemma

### Titoli e appellativi
- 25 dicembre 1901 – 5 novembre 1935: Lady Alice Montagu Douglas Scott
- 6 novembre 1935 – 10 giugno 1974:  Sua Altezza Reale la Duchessa di Gloucester
- 10 giugno 1974 – 29 ottobre 2004:  Sua Altezza Reale la Principessa Alice, Duchessa di Gloucester

Al momento della sua morte, il titolo completo della principessa Alice era "Her Royal Highness Princess Alice Christabel, Duchess of Gloucester, Countess of Ulster and Baroness Culloden, Dame Grand Cross of the Most Honourable Order of the Bath, Companion of the Imperial Order of the Crown of India, Dame Grand Cross of the Royal Victorian Order, Dame Grand Cross of the Most Excellent Order of the British Empire".

## Onorificenze

Il monogramma personale della principessa Alice, duchessa di Gloucester.